# Wiwald z San Gimignano
Wiwald z San Gimignano OFS, również Ubald, właśc. wł. Vivaldo Stricchi (ur. 1250 w San Gimignano w Toskanii, zm. 1 lub 2 maja 1320 w pustelni k. Montaione) − włoski tercjarz franciszkański, eremita, błogosławiony Kościoła katolickiego.

## Życiorys
Był uczniem i towarzyszem bł. Bartłomieja (Bertolda) z San Gimignano (właśc. Bartolo Buonpedoni), kapłana i duszpasterza chorych na trąd. Kiedy Bertold zachorował (1280) udał się z nim do leprozorium koło San Gimignano, gdzie pielęgnował i usługiwał mu przez 20 lat. Według XVI-wiecznego życiorysu Wiwald, po śmierci Bertolda (1300), udał się do boru Camporena (wł. Bosco di Camporena.) blisko Montaione w Toskanii, gdzie mieszkał w małej celi zrobionej w pniu kasztanowca. Cela ta była tak mała, że można było w niej tylko klęczeć. Wiwald zmarł mając 70 lat.

## Kult
Jego kult zatwierdził Pius X, również tercjarz franciszkański, 13 lutego 1908 roku. Dwa lata później papież zatwierdził kult Bertolda.
Wspomnienie liturgiczne bł. Wiwalda obchodzone jest w Kościele rzymskokatolickim 1 maja za Martyrologium Rzymskim. U franciszkanów dzień pamięci przypada na 2 maja.